# André Lebreton
Pour les articles homonymes, voir Lebreton.
André Lebreton, né le 25 juin 1860 à Poitiers (Vienne) et mort le 23 octobre 1931 à Paris (5e arrondissement), est un professeur d’université français, spécialiste de littérature française.

## Biographie
André Victor Lebreton est né d’un père militaire breton et d’une mère poitevine. 
Il effectue son cursus secondaire dans divers lycées de province, étant tributaire des déplacements de garnison de son père. Il obtient un baccalauréat ès lettres avant d’intégrer le lycée Louis-le-Grand. Il intègre, en 1879, l’École normale supérieure, et est licencié en lettres en 1880. Il obtient l’agrégation de lettres en 1882, ainsi qu’un doctorat dans la même discipline en 1896. 
Sa carrière académique débute par divers postes en tant que professeur de rhétorique dans plusieurs villes françaises (Sens, Poitiers, Bordeaux). André Lebreton accède par la suite au statut de maître de conférences de langue et littérature françaises à la Faculté des lettres de Bordeaux, en août 1893. Il occupe les mêmes fonctions à la Faculté des lettres de Paris à partir de 1920. En 1929, il intervient en qualité de professeur de littérature française des XIXe et XXe siècles, toujours à la Faculté des lettres de Paris. Il est admis à la retraite en septembre 1930. 
Outre ces fonctions universitaires, André Lebreton intervient lors de conférences données à Édimbourg (1910), à l’Institut français de Madrid (1913), ainsi que pour la fédération de l’Alliance française aux États-Unis et au Canada (1915). 
Il contribue à de nombreuses revues, telles que la Revue de Paris, la Revue des Deux Mondes, la Revue philomatique de Bordeaux, la Revue des cours et conférences, Le Temps, etc.

## Publications
Parmi les ouvrages dont André Lebreton est l'auteur figurent :
- Madame la députée (1884)
- Le crime des autres (1885)
- Le roman au XVIIe siècle (1890, 2e éd., 1892)
- Rivarol, sa vie, ses idées, son talent, d'après des documents nouveaux, thèse de doctorat (1895)
- Le roman au XVIIIe siècle (1898)
- L'oeuvre de M. Francis Jammes (1899)
- Le roman français au XIXe siècle (1901)
- La "Comédie humaine", de Saint-Simon (1914)
- Le Théâtre romantique de Dumas père à Dumas fils (1921)
- Les comédies-ballets de Molière (1922)
- Balzac, l'homme et l'œuvre (1905), nouvelle édition (1923)
- Les Premiers romans sociaux de Victor Hugo (1923)
- Le tourment du passé, journal intime d'un inconnu (1923)
- Le théâtre romantique (1923)
- Pierre Loti, poète de la Nostalgie... (1924)
- Le Vrai Petit-Picpus des Misérables (1925)
- La jeunesse de Victor Hugo (1928)
- Victor Hugo académicien (1929)
- Victor Hugo chez Louis-Philippe (1929)
- Le Rouge et le Noir de Stendhal (1933)

## Distinctions
André Lebreton est nommé chevalier de la Légion d’honneur en 1920 et l’Académie française lui décerne le prix Montyon en 1891, le prix Guizot en 1896, le prix Bordin en 1902 et le prix Vitet en 1925.